# Bibio articulatus
Bibio articulatus är en tvåvingeart som beskrevs av Thomas Say 1823. Bibio articulatus ingår i släktet Bibio och familjen hårmyggor. Inga underarter finns listade i Catalogue of Life.